# Cécile Gilly
Pour les articles homonymes, voir Gilly.
Ne doit pas être confondu avec Cécile Favre-Gilly, musicologue, productrice à France culture et France-musique.
Cécile Gilly, connue aussi comme Cécile Roma, née à Peyrehorade le 3 mars 1877 et morte à Eauze le 4 février 1947, est une mezzo-soprano française et professeure de chant. Pédagogue bien connue dans les années 1920 et 1930, elle est surtout connue comme étant la professeure de chant de la soprano Marjorie Lawrence.

## Biographie
Cécile Marie Puyo est la fille d'Armand Prosper Puyo et de Marguerite Lydie Legall,. Elle épouse le baryton Dinh Gilly, à Paris 9e le 20 juillet 1902. Le document du voyage de Cécile et Dinh Gilly à New York, pour préparer leurs débuts au Metropolitan Opera, précise qu'ils habitent dans la Villa de la Reine Henriette à Colombes.

## Carrière de chanteuse
Cécile et Dinh Gilly arrivent à New York le 23 octobre 1909. Cécile fait ses débuts avec la troupe du Met Opera,  sous le nom de scène de Cécile Roma, le 14 décembre 1909, dans le rôle d'Amarante de La Fille de madame Angot de Charles Lecocq, la compagnie se produit au Nouveau Théâtre. Ses autres rôles avec le Met sont la prêtresse dans Aida et Lola dans Cavalleria Rusticana. Lorsque le Met se produit à Paris en tournée, Cécile apparaît avec la troupe et reste en France, tandis que Dinh poursuit sa carrière américaine et entame une liaison avec la soprano Emmy Destinn .

## Carrière d'enseignante
L'autobiographie de Marjorie Lawrence, Interrupted Melody est la principale source d'informations sur l'approche de Gilly en matière de pédagogie vocale. Ironiquement, c'est John Brownlee (en), élève de Dinh Gilly, qui suggère à Lawrence d'étudier avec son ex-femme. Au moment où Marjorie Lawrence devient son élève en 1928, Cécile Gilly a acquis une réputation notoire en tant que professeure de chant.
Lawrence a écrit avoir commencé son étude avec Gilly avec « rien d'autre que des gammes et des exercices ». Cela a continué « jour après jour pendant de nombreuses semaines ». Quand elle fut prête à interpréter le répertoire, Gilly demanda à Lawrence de commencer avec des airs de Rossini et Mozart « calculés encore plus pour renforcer ma technique ». Lawrence a résumé « . . . Madame Gilly n'était jamais satisfaite. Tout élève ayant des possibilités qui a étudié avec elle devait travailler très dur sans se reposer ». Lawrence a également écrit sur l'approche holistique de Gilly pour devenir chanteuse professionnelle et a beaucoup fait pour orienter Lawrence dans le sens d'une éducation culturelle et sociale.
Lawrence a brièvement mentionné la vie difficile de Gilly qui a renoncé à une potentielle carrière de chanteuse afin d'avoir des enfants, seulement son mari l'abandonne et elle doit subvenir seule à ses besoins en tant que professeure de chant. C'est avec une telle empathie que Lawrence raconte que Gilly a dû affronter des étudiants aux talents médiocres dont l'un des étudiants les plus notoires de Gilly, Ganna Walska. Dans une page involontairement humoristique, Lawrence a décrit la très riche Walska comme manquant presque complètement de talent musical, mais Gilly la garde comme étudiante en raison d'une rémunération financière importante,.
Dans sa biographie de Marjorie Lawrence, Richard Harding Davis apporte des précisions supplémentaires soulignant la vie difficile de Cécile Gilly. La brouille entre Cécile et Dinh n'est pas totale. De temps en temps, Dinh se présentent chez Cécile, et eurent deux enfants supplémentaires. Pendant l' occupation de Paris pendant la Seconde Guerre mondiale, elle vit dans son domaine à Euse. Son fils est prisonnier de guerre et sa fille Yvonne meurt d'une intoxication sanguine, laissant trois enfants dont l'un n'a que quatre mois, à la charge de Cécile. Une autre des enfants de Cécile, Paulette, laisse à Cécile le soin de ses jumeaux ; une autre fille, Renée, laisse un enfant avec Cécile. Cécile à la charge de six petits-enfants.

## Étudiants notoires
Parmi les élèves de Cécile Gilly :
- Morva Davies[14]
- Dorothy Gadsden[14]
- Renée Gilly[15]
- Gertrude Hutton[14]
- Doris Irwin[16]
- Marjorie Lawrence[16]
- Rita Miller[14]
- Gladys Pétrie[17]
- Clarence Russel[18]
- Sam Waagenaar[13]
- Ganna Walska[11]

## Dédicace
Le compositeur Philippe Gaubert a dédié sa chanson Musique sur l'eau du cycle Au jardin de l'infante à Gilly.